# Mamercus Æmilius Scaurus
Pour les articles homonymes, voir Aemilius Scaurus et Mamercus.
Mamercus Aemilius Scaurus est un rhéteur, poète et homme politique romain du début de l'Empire.

## Famille
Il est un des Aemilii Scauri, membres de la gens des Aemilii. Il est le fils de Marcus Aemilius Scaurus qui est le demi-frère de Sextus Pompée. Scaurus se marie une première fois à Aemilia Lepida, fille de Lépide le Jeune, avec laquelle il a une fille. Accusée entre autres d'adultère et d'empoisonnement, malgré la défense assurée par son frère Manius Aemilius Lepidus, elle est condamnée à l'exil,. Scaurus se remarie plus tard avec Sextia, dont c'est également le deuxième mariage.

## Biographie

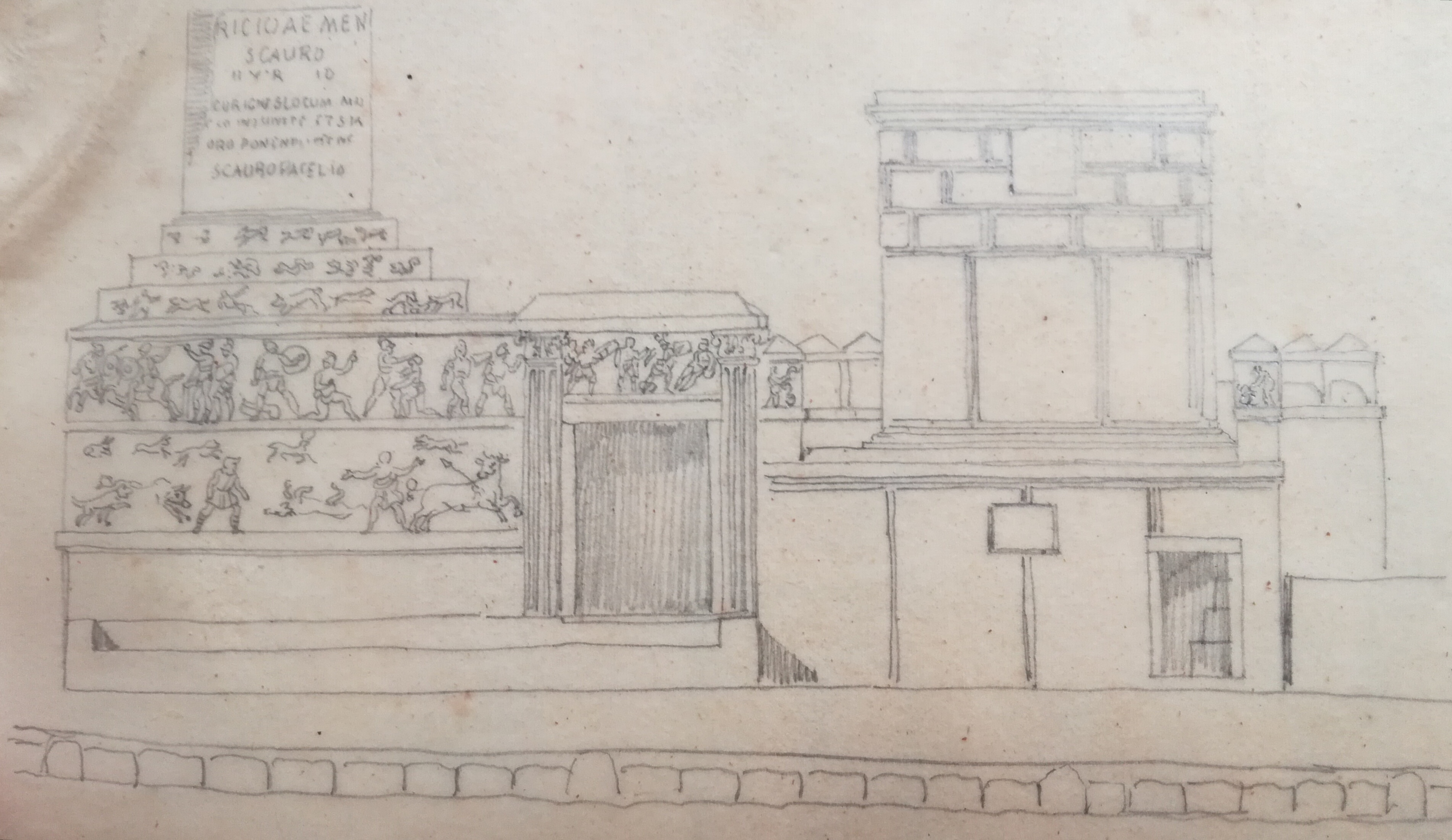
Tombeau de Scaurus à Pompéi (ca. 1820) par Charles Frédéric Chassériau (1802-1896), collaborateur de François Mazois pour son ouvrage "Les ruines de Pompéi" (Planche XVIII de la Partie 1)

Mamercus Aemilius Scaurus siège au Sénat en 14, lorsque Tibère accède au trône. Il est consul suffect en 21.
En 34, Scaurus est victime d'un procès politique. Il est accusé de lèse-majesté pour avoir écrit une tragédie dont certains vers ont été interprétés comme une critique du règne de Tibère. Il est également accusé d'adultère et de pratique illégale de la magie. Scaurus anticipe la condamnation et se suicide avec sa femme Sextia,.